# Claudia Felser
Claudia Felser (Aquisgrán, 28 de julio de 1962) es una profesora alemana de físicas y química en el Instituto Max Planck de Física Química de Sólidos.

## Biografía
Claudia Felser estudió química y física en la Universidad de Colonia. En 1994, inicio una estancia postdoctoral en el Instituto Max Planck de Investigación en Estado Sólidos en Stuttgart. De 1995 a 1996, realizó una estancia postdoctoral en el Centro Nacional para la Investigación Científica en Nantes, Francia. En 1996, se unió a la Universidad de Maguncia como profesora asistente, y en 2003 fue promovida a profesora. En 1999, fue profesora visitante en la Universidad de Princeton y, en 2000, fue profesora visitante en la Universidad de Caen. De 2009 a 2010 fue profesora visitante en la Universidad Stanford y desde diciembre de 2011 es un directora del Instituto de Planck del Max para Física Química de Sólidos. Es también el directora de la Fundación Alemana para la Investigación. Ella fue una integrante del 13º Bundesversammlung (Alemania).

## Investigación
Sus líneas de investigación se enfocan en el diseño y síntesis de nuevos materiales con aplicaciones en tecnologías de energía (células solares, thermoelectrics, catalysis), spintrónica, compuestos de Heusler, materiales topológicos y foto-emisión.
Tres de sus publicaciones más citadas son:
- Graf, Tanja; Felser, Claudia; Parkin, Stuart S.P. (1 de mayo de 2011). «Simple rules for the understanding of Heusler compounds». Progress in Solid State Chemistry (en inglés) 39 (1): 1-50. doi:10.1016/j.progsolidstchem.2011.02.001.
- Medvedev, S.; McQueen, T. M.; Troyan, I. A.; Palasyuk, T.; Eremets, M. I.; Cava, R. J.; Naghavi, S.; Casper, F. et al. (1 de agosto de 2009). «Electronic and magnetic phase diagram of β-Fe1.01Se with superconductivity at 36.7 K under pressure». Nature Materials (en inglés) 8 (8): 630-633. ISSN 1476-1122. PMID 19525948. arXiv:0903.2143. doi:10.1038/nmat2491.
- Felser, Claudia; Fecher, Gerhard H.; Balke, Benjamin (22 de enero de 2007). «Spintronics: A Challenge for Materials Science and Solid-State Chemistry». Angewandte Chemie International Edition (en inglés) 46 (5): 668-699. PMID 17219604. doi:10.1002/anie.200601815.

## Reconocimientos
- 2001 Orden de mérito del estado federal alemán Rhineland-Palatinate[2]
- 2010 Premio Nakamura de la UC Santa Barbara[3]
- 2012 Miembro de la Sociedad Física americana
- 2016 Miembro de IEEE[4]
- 2018 Miembro de la Academia de Ciencias Leopoldina[5]
- 2019 Premio James C. McGroddy para Materiales Nuevos